# Cowarts
Cowarts város az USA Alabama államában, Houston megyében. Lakosainak száma 1930 fő (2020. április 1.).

## Népesség
A település népességének változása:
| Lakosok száma | 350  | 1546 | 1871 | 1930 |
|               | 1970 | 2000 | 2010 | 2020 |